# Ordabası FK Şımkent
Ordabası FK Şımkent (Kazachs Ордабасы ФК Шымкент) is een Kazachse voetbalclub uit Şımkent.
De club - op dit moment actief in de Premjer-Liga - is in 2000 ontstaan als een fusie tussen Jiger FK Şımkent (Kazachs Жігер ФК Шымкент) en Tomïrïs FK Şımkent (Kazachs Томирис ФК Шымкент): in juli 2000, midden in het seizoen, fuseerden de teams tot Dostıq FK Şımkent (Kazachs Достық ФК Шымкент); de fusieclub nam de cijfers van Tomïrïs over en alle resterende wedstrijden die Jiger had moeten spelen, werden tot een reglementaire 0-3-nederlaag verklaard. In 2003 ten slotte werd de huidige naam aangenomen.
Met een kleine onderbreking in 2002 is de club onafgebroken aanwezig geweest in de Topdivisie/Superliga/Premjer-Liga; in 2011 won de fusieclub de Kazachse voetbalbeker en plaatste zich voor de voorronden van de UEFA Europa League 2012/13.

## Tweede elftal
Het tweede elftal was van 2003 t/m 2007 actief in de Kazachse Eerste Divisie, in 2003 onder de naam Aqsu-Kent FK Şımkent en in de jaren daarna als Ordabası-2 FK Şımkent.

## Erelijst
- Beker van Kazachstan

Winnaar: 2011, 2022
Finalist: 2007
- Supercup van Kazachstan

Winnaar: 2012

## Historie in dePremjer-Liga
| Jaar | Competitie   | Prestatie                                                            | (Naam)            |
| ---- | ------------ | -------------------------------------------------------------------- | ----------------- |
| 2000 | Topdivisie   | 13de plaats in de competitie                                         | Dostıq FK Şımkent |
| 2001 | Topdivisie   | 16de plaats in de competitie en gedegradeerd                         | Dostıq FK Şımkent |
| 2002 | Superliga    |                                                                      |                   |
| 2003 | Superliga    | 6de plaats in de competitie                                          |                   |
| 2004 | Superliga    | 14de plaats in de competitie en kampioen                             |                   |
| 2005 | Superliga    | 6de plaats in de competitie                                          |                   |
| 2006 | Superliga    | 13de plaats in de competitie                                         |                   |
| 2007 | Superliga    | 9de plaats in de competitie                                          |                   |
| 2008 | Premjer-Liga | 12de plaats in de competitie                                         |                   |
| 2009 | Premjer-Liga | 7de plaats in de competitie                                          |                   |
| 2010 | Premjer-Liga | 8ste plaats in de voorronde, 8ste (2de) plaats in de degradatiegroep |                   |
| 2011 | Premjer-Liga | 6de plaats in de voorronde, 6de plaats in de kampioensgroep          |                   |
| 2012 | Premjer-Liga | 7de plaats in de competitie                                          |                   |
| 2013 | Premjer-Liga | 6e plaats in de voorronde, 5e plaats in de kampioensgroep            |                   |
| 2014 | Premjer-Liga | 5e plaats in de voorronde, 5e plaats in de kampioensgroep            |                   |
| 2015 | Premjer-Liga | 5e plaats in de voorronde, 4e plaats in de kampioensgroep            |                   |
| 2016 | Premjer-Liga | 5e plaats in de voorronde, 4e plaats in de kampioensgroep            |                   |
| 2017 | Premjer-Liga | 3e plaats in de competitie                                           |                   |
| 2018 | Premjer-Liga | 4e plaats in de competitie                                           |                   |
| 2019 | Premjer-Liga | 3e plaats in de competitie                                           |                   |

## Ordabası FK Şımkent in Europa
Uitslagen vanuit gezichtspunt Ordabası FK Şımkent 
| Seizoen                                                    | Competitie        | Ronde | Land                           | Club                 | Totaalscore  | 1e W    | 2e W       | PUC |
| ---------------------------------------------------------- | ----------------- | ----- | ------------------------------ | -------------------- | ------------ | ------- | ---------- | --- |
| 2012/13                                                    | Europa League     | 1Q    | Vlag van Servië                | FK Jagodina          | 1-0          | 1-0 (U) | 0-0 (T)    | 2.0 |
|                                                            |                   | 2Q    | Vlag van Noorwegen             | Rosenborg BK         | 3-4          | 2-2 (U) | 1-2 (T)    | 2.0 |
| 2015/16                                                    | Europa League     | 1Q    | Vlag van Israël                | Beitar Jeruzalem     | 1-2          | 0-0 (T) | 1-2 (U)    | 0.5 |
| 2016/17                                                    | Europa League     | 1Q    | Vlag van Servië                | FK Čukarički Stankom | 3-6          | 0-3 (U) | 3-3 (T)    | 0.5 |
| 2017/18                                                    | Europa League     | 1Q    | Vlag van Bosnië en Herzegovina | NK Široki Brijeg     | 0-2          | 0-2 (U) | 0-0 (T)    | 0.5 |
| 2019/20                                                    | Europa League     | 1Q    | Vlag van Georgië               | Torpedo Koetaisi     | 3-0          | 1-0 (T) | 2-0 (U)    | 2.5 |
|                                                            |                   | 2Q    | Vlag van Tsjechië              | FK Mladá Boleslav    | 3-4          | 1-1 (U) | 2-3 (T)    | 2.5 |
| 2020/21                                                    | Europa League     | 1Q    | Vlag van Roemenië              | FC Botoșani          | 1-2          | 1-2 (T) |            | 0.5 |
| 2023/24                                                    | Conference League | 2Q    | Vlag van Polen                 | Legia Warschau       | 4-5          | 2-2 (T) | 2-3 (U)    | 0.5 |
| 2024/25                                                    | Champions League  | 1Q    | Vlag van Moldavië              | FC Petrocub Hîncești | 0-1          | 0-0 (T) | 0-1 (U)    | 1.5 |
| 2024/25                                                    | Conference League | 2Q    | Vlag van Luxemburg             | FC Differdange 03    | 4-4 (4-3 ns) | 0-1 (U) | 4-3 nv (T) | 1.5 |
|                                                            |                   | 3Q    | Vlag van Armenië               | FC Pjoenik Jerevan   | 0-2          | 0-1 (T) | 0-1 (U)    | 1.5 |
| 2025/26                                                    | Conference League | 1Q    | Vlag van Georgië               | Torpedo Koetaisi     | 4-5          | 3-4 (U) | 1-1 (T)    | 0.5 |
| Totaal aantal behaalde punten voor UEFA coëfficiënten: 9.0 |                   |       |                                |                      |              |         |            |     |

Zie ook
- Deelnemers UEFA-toernooien Kazachstan
- Ranglijst van alle clubs die in de diverse Europa Cups zijn uitgekomen

## Voorlopers

### Jiger FK Şımkent
De club werd in 1949 opgericht als FK Dinamo Sjimkent (Russisch  ФК Динамо Чимкент) en won in dat oprichtingsjaar meteen al de beker van de Kazachse SSR, maar ging een jaar later verder als FK Jenbek Sjimkent (Russisch ФК Енбек Чимкент). Nadat de club in 1951 alweer aan de derde naam toe was, FK Metalloerg Sjimkent (Russisch ФК Металлург Чимкент), speelde de ploeg mee in de competitie van de Kazachse SSR, op dat moment het derde niveau in de USSR en deed dat niet onverdienstelijk: in 1951, 1952, 1953 en 1975 werd de ploeg kampioen van die competitie. In 1981 volgde alweer een naamswijziging: FK Meliorator Sjimkent (Russisch ФК Мелиоратор Чимкент); onder deze naam werd de ploeg in 1981, 1985, 1986 en 1987 kampioen van de Kazachse SSR en voegde ze nog eens drie bekers aan de prijzenkast toe.
Onder de naam Meliorator FK Şımkent (Kazachs Меліоратор ФК Шымкент)) neemt de ploeg deel aan de eerste competitie van het onafhankelijke Kazachstan, maar in juni 1992 wordt de naam veranderd in Jiger FK Şımkent (Kazachs Жігер ФК Шымкент), een naam die de club tot de fusie zal behouden.

#### Erelijst
- Kampioen van de Kazachse SSR

1951, 1952, 1953, 1975, 1981, 1985, 1986, 1987
- Bekerwinnaar van de Kazachse SSR

1949, 1984, 1985, 1987

### Historie in dePremjer-Liga
| Jaar | Competitie | Prestatie                                                | (Naam) |
| ---- | ---------- | -------------------------------------------------------- | ------ |
| 1992 | Topdivisie | 4de plaats in voorrondegroep A, 6de in de kampioensgroep |        |
| 1993 | Topdivisie | 5de plaats in voorrondegroep A, 4de in de kampioensgroep |        |
| 1994 | Topdivisie | 3de plaats in de competitie                              |        |
| 1995 | Topdivisie | 4de plaats in de competitie                              |        |
| 1996 | Topdivisie | 14de plaats in de competitie                             |        |
| 1997 | Topdivisie | 10de plaats in de competitie                             |        |
| 1998 | Topdivisie | 11de plaats in de competitie                             |        |
| 1999 | Topdivisie | 13de plaats in de competitie                             |        |
| 2000 | Topdivisie | Halverwege het seizoen gefuseerd met Tomïrïs FK Şımkent  |        |

### Tomïrïs FK Şımkent
Deze club is aanzienlijk jonger: pas in 1992, vlak voor de start van de eerste competitie van het onafhankelijke Kazachstan, werd ze opgericht onder de naam SKÏF-Arsenal FK Şımkent (Kazachs СКИФ-Арсенал ФК Шымкент). Een jaar later komen we de naam Ordabası voor het eerst tegen, als de club de naam verandert in SKÏF-Ordabası FK Şımkent (Kazachs СКИФ-Ордабасы ФК Шымкент).  Als verliezend bekerfinalist in 1995 mag de club in 1996/97 deelnemen aan de Aziatische beker voor bekerwinnaars: in de eerste ronde wordt het Turkmeense Turan Daşoguz uitgeschakeld en via o.a. een 7-2-overwinning op het Kirgizische Semetei Kyzyl-Kiya bereikt SKÏF-Ordabası de kwartfinale, waarin het Iraanse Esteghlal FC net te sterk blijkt: 0-0 en 0-1, een hele prestatie voor een club uit de Pervoj-Liga, want in 1996 is de club gedegradeerd.
In 1998 wordt de naam Tomïrïs FK Şımkent (Kazachs Томирис ФК Шымкент) aangenomen en onder die naam wordt de club kampioen van de Pervoj-Liga. Na de bijbehorende promotie naar de Premjer-Liga neemt de club de naam Sïntez FK ŞNOS Şımkent (Kazachs Синтез ФК ШНОС Шымкент) aan, maar al na acht speelronden laat het de afkorting ŞNOS vallen: Sïntez FK Şımkent (Kazachs Синтез ФК Шымкент) is de nieuwe naam, maar begin 2000 wordt de naam Tomïrïs in ere hersteld; zoals we inmiddels weten, is dat niet voor lange tijd: in juli fuseert de club met Jiger.

#### Erelijst
- Kampioen van de Pervoj-Liga

1998
- Beker van Kazachstan

Finalist: 1995

### Historie in dePremjer-Liga
| Jaar | Competitie | Prestatie                                                | (Naam)                                     |  |
| ---- | ---------- | -------------------------------------------------------- | ------------------------------------------ |  |
| 1992 | Topdivisie | 5de plaats in voorrondegroep B, 2de in de kampioensgroep | SKÏF-Arsenal FK Şımkent                    |  |
| 1993 | Topdivisie | 4de plaats in voorrondegroep A, 5de in de kampioensgroep | SKÏF-Ordabası FK Şımkent                   |  |
| 1994 | Topdivisie | 5de plaats in de competitie                              | SKÏF-Ordabası FK Şımkent                   |  |
| 1995 | Topdivisie | 13de plaats in de competitie                             | SKÏF-Ordabası FK Şımkent                   |  |
| 1996 | Topdivisie | 16de plaats in de competitie                             | SKÏF-Ordabası FK Şımkent                   |  |
| 1997 | Topdivisie |                                                          |                                            |  |
| 1998 | Topdivisie |                                                          |                                            |  |
| 1999 | Topdivisie | 6de plaats in de competitie                              | Sïntez FK ŞNOS Şımkent / Sïntez FK Şımkent |  |
| 2000 | Topdivisie | Halverwege het seizoen gefuseerd met Jiger FK Şımkent    | Tomïrïs FK Şımkent                         |  |

## Naamsveranderingen
Alle naamswijzigingen van de clubs op een rijtje:
| Jaar (Datum) | Nieuwe naam (Russisch: Nederlandse transcriptie) (Kazachs: Qaydar-transcriptie) | Nieuwe Russische naam (t/m 1991) | Nieuwe Kazachse naam (vanaf 1992) |
| ------------ | ------------------------------------------------------------------------------- | -------------------------------- | --------------------------------- |
| 1949         | FK Dinamo Tsjimkent                                                             | ФК Динамо Чимкент                |                                   |
| 1950         | FK Enbek Tsjimkent                                                              | ФК Енбек Чимкент                 |                                   |
| 1951         | FK Metalloerg Tsjimkent                                                         | ФК Металлург Чимкент             |                                   |
| 1981         | FK Meliorator Tsjimkent                                                         | ФК Мелиоратор Чимкент            |                                   |
| 1992         | Meliorator FK Şımkent                                                           |                                  | Меліоратор ФК Шымкент             |
| 06/1992      | Jiger FK Şımkent                                                                |                                  | Жігер ФК Шымкент                  |
| 26/07/2000   | fusie met Tomïrïs FK                                                            |                                  |                                   |

| Jaar (Datum) | Nieuwe naam (Russisch: Nederlandse transcriptie) (Kazachs: Qaydar-transcriptie) | Nieuwe Russische naam (t/m 1991) | Nieuwe Kazachse naam (vanaf 1992) |
| ------------ | ------------------------------------------------------------------------------- | -------------------------------- | --------------------------------- |
| 1992         | SKÏF-Arsenal FK Şımkent                                                         |                                  | СКИФ-Арсенал ФК Шымкент           |
| 1993         | SKÏF-Ordabası FK Şımkent                                                        |                                  | СКИФ-Ордабасы ФК Шымкент          |
| 1998         | Tomïrïs FK Şımkent                                                              |                                  | Томирис ФК Шымкент                |
| 1999         | Sïntez FK ŞNOS Şımkent                                                          |                                  | Синтез ФК ШНОС Шымкент            |
| 05/1999      | Sïntez FK Şımkent                                                               |                                  | Синтез ФК Шымкент                 |
| 2000         | Tomïrïs FK Şımkent                                                              |                                  | Томирис ФК Шымкент                |
| 26/07/2000   | fusie met Jiger FK                                                              |                                  |                                   |

| Jaar (Datum) | Nieuwe naam (Russisch: Nederlandse transcriptie) (Kazachs: Qaydar-transcriptie) | Nieuwe Russische naam (t/m 1991) | Nieuwe Kazachse naam (vanaf 1992) |
| ------------ | ------------------------------------------------------------------------------- | -------------------------------- | --------------------------------- |
| 26/07/2000   | Dostıq FK Şımkent                                                               |                                  | Достық ФК Шымкент                 |
| 2003         | Ordabası FK Şımkent                                                             |                                  | Ордабасы ФК Шымкент               |

## SKÏF-Ordabası FK Şımkent in Azië
- 1 = 1e ronde
- 2 = 2e ronde
- KF = kwartfinale

| Seizoen | Competitie            | Ronde | Land                  | Club               | Score    |
| ------- | --------------------- | ----- | --------------------- | ------------------ | -------- |
| 1996/97 | AFC Club Championship | 1     | Vlag van Turkmenistan | FC Turan Daşoguz   | 5-1, 0-0 |
|         |                       | 2     | Vlag van Kirgizië     | Semetei Kyzyl-Kiya | 7-2, 0-1 |
|         |                       | KF    | Vlag van Iran         | Esteghlal FC       | 0-0, 0-1 |

Aqtöbe ·
Astana ·
Atıraw ·
Elimai ·
Jeńis ·
Jetisu FK Taldıqorğan ·
Kairat ·
Oqjetpes FK Kökşetaw ·
Ordabası ·
Qaysar FK Qızılorda ·
Qyzyl-Jar ·
Tobyl ·
Turan FK ·
Ulıtaw FK Jezqazğan